# Euoplos annulipes
Euoplos annulipes là một loài nhện trong họ Idiopidae.
Loài này thuộc chi Euoplos. Euoplos annulipes được Carl Ludwig Koch miêu tả năm 1841.